# Samuel Sitgreaves
Pour les articles homonymes, voir Sitgreaves.
Samuel Sitgreaves, né le 16 mars 1764 à Philadelphie et mort le 4 avril 1827 à Easton, est un homme politique américain.
Il a été membre de la Chambre des représentants des États-Unis pour la Pennsylvanie à la fin du XVIIIe siècle.

## Biographie
Samuel Sitgreaves est né à Philadelphie. Il effectue des études classiques, étudie le droit, est admis au barreau de Philadelphie le 3 septembre 1783 et commence à exercer à Easton, en Pennsylvanie, en 1786. Sa sœur Julianna épouse Lewis Allaire Scott (en) et est la mère du maire de Philadelphie John Morin Scott (1789-1858).
Sitgreaves est délégué à la Convention constitutionnelle de Pennsylvanie en 1790 et est élu comme fédéraliste aux quatrième et cinquième Congrès, siégeant du 4 mars 1795 jusqu'à sa démission en 1798. Il est l'un des Impeachment manager (en) de la procédure de destitution nommés par la Chambre des représentants en 1798 pour mener la procédure de destitution contre le sénateur William Blount. Le 11 août 1798, Sitgreaves est nommé commissaire des États-Unis en Grande-Bretagne en vertu du traité Jay, concernant les créances britanniques découlant de la Révolution américaine.
Après son implication dans l'affaire Blount de 1797, Sitgreaves est considéré comme l'expert du Congrès en matière de trahison. À ce titre, il est chargé de mener l'accusation contre John Fries et les autres responsables de la rébellion de Fries, une révolte fiscale armée parmi les fermiers néerlandais de Pennsylvanie entre 1799 et 1800. Sitgreaves réussit dans son procès et le jury de l'affaire déclare les hommes coupables de trahison, mais un second procès et une éventuelle grâce du président John Adams sauvent les rebelles de l'exécution. 
Sitgreaves retourne à Easton, en Pennsylvanie, où il est élu de 1804 à 1807, contribue à la fondation de la bibliothèque d'Easton (aujourd'hui Easton Area Public Library (en)), est trésorier du comté de Northampton de 1816 à 1819 et reprend la pratique du droit. Il fonde l'église épiscopale Trinity à Easton le 9 février 1819 et fait don d'un terrain pour la construction de l'église qui est consacrée par l'évêque William White en octobre 1820. Il est président de la Easton Bank de 1815 à 1827 et administrateur du Lafayette College de 1826 à 1827.
Il meurt à Easton et est enterré initialement dans le cimetière de l'église Trinity, puis ré-inhumé au cimetière d'Easton après sa fondation en 1849.